# Coenonympha deplumbea
Coenonympha deplumbea är en fjärilsart som beskrevs av Hirschke 1917. Coenonympha deplumbea ingår i släktet Coenonympha och familjen praktfjärilar. Inga underarter finns listade i Catalogue of Life.